# Хутір Савки
Хутір Савки — етнографічний музей музей просто неба, що розташований у селі Нові Петрівці поблизу урочища Межигір'я, неподалік Дзвінкової криниці за 6 кілометрів від межі Києва. Основна тема діяльності музею — сільське життя XVIII — XIX ст.
На території етнографічного музею «Хутір Савки» розташовані дві автентичні садиби з різних регіонів українського Полісся, а також вулики, клуня, циганська кузня, модель криниці з журавлем, чумацький віз та двокамерний льох.
В експозиції музею немає жодного «експонату» під склом, натомість будь-який предмет побуту можна спробувати у дії.
Історично-культурні надбання музею складають глиняні вироби 19 століття (горщики, глечики, макітри, гладишки, миски), предмети побуту та щоденного вжитку 18-19 століть (вилошники, граблі, молоти, сокири, ціпи, серпи, терези, хлібні діжі та інше), ремісничі знаряддя праці (ткацький та столярний верстати, прядки, гончарне коло, кузня).

## Архітектура та внутрішній устрій садиб музею

### Садиба заможного селянина

Селянська садиба 1786р

Одна із садиб музею — селянська, збудована 1786 року. Садиба побудована в зруб із тесаних соснових колод методом «лапа в лапу». Основою житла є дубові підвалини, які лежать на кам'яному фундаменті. Відповідно до народних вірувань житло вхідними дверима зорієнтоване на Південь, покуттю — на Схід, а задня частина хати, відповідно, на Північ. Сіни виконують роль прихожої кімнати та господарського вузла.
Водночас тут розміщується ткацький верстат, прядка-ковородка та скриня з родинним крамом. Наступна кімната садиби називається коморою. Це традиційно господарська частина українського житла. У ній розташована майстерня столяра зі справжнім 90-річним столярним верстатом, та майстерня чоботаря з усіма необхідними інструментами. Під коморою розташований погріб, у якому сніг може зберігатися до червня. Всередині комора залишалася небіленою і використовувалась також для зберігання запасів їжі.
Світлиця за всіх часів вважалася центром родинного життя. Саме у світлиці розташовувались такі святі для кожного українця речі, як піч, стіл та Святий кут. З часів язичництва піч поважалася більше за все, так як містила у собі життєдайний вогонь. З приходом християнства центр домашнього світогляду було зміщено до покуті.
На пукуті стояли ікони, прикрашені найкращими рушниками та горіла лампадка. Також тут лежали церковні книги, свічки, стояв глечик з освяченою водою. На покуті зазвичай сидів господар, також на це почесне місце садили поважних гостей.

### Дворянська садиба

Дворянська садиба 1786р

Друга садиба з'явилась на території етнографічного музею 10 жовтня 2009 року. Вона була перевезена із села Мелені Коростенського району Житомирської області. Особливість архітектурного типу житла полягає у тому, що при її будівництві використовувались значно ширші соснові колоди з невибраною живицею. Хата має традиційний трикамерний устрій з удвічі більшою, ніж зазвичай світлицею. Через те, що це дворянська садиба — загальна площа кожної з кімнат більша від кімнат селянської хати у 1,5 — 1,7 разів.
Принципи будівництва садиби свідчать про древніші архітектурні традиції. Через погану шляхову сполученість, віддаленість тодішньої Волинської губернії від столиці Російської Імперії та ускладнену прохідність поліського регіону у 17-19 століттях тут завжди спостерігалась найбільша консервація культурних надбань. Саме тому у сінях цієї садиби розташований бовдур, що в середині XIX століття вже майже не використовувався у житлах київського Полісся. Також особливістю архітектури є меншого розміру вікна та ширші і товщі дошки підлоги.
Стріха обох садиб вкрита очеретом за дідівською технологією.

## Історія музею
Етнографічний музей виник з однієї садиби, яку господарю пощастило придбати у 2003 році. Садиба селянина була у геть занедбаному стані, тому відновлювали її зусиллями усієї родини. Вже влітку 2004 почали з'являтися перші відвідувачі новоствореного етнографічного музею.
Спочатку кожен з команди музею, окрім господаря, пана Савки, вважав це розвагою, відрадою для родини. Діяли скоріше з цікавості, а трималося усе на голому ентузіазмі. Візити до садиби ставали дедалі частішими, гості починали захоплено відвідувати музей, цікавитися культурою українського народу та відзначати у садибі значущі родинні свята та життєві події.
Навесні 2005 року було споруджено перші господарські прибудови — клуню та кузню та збільшено наповнення предметами побуту. А уже влітку 2005 господар з сином вирушили у першу етнографічну експедицію селами Переяславщини. З того часу була освоєна чимала частина Київського та Житомирського Полісся.
Новий етап в історії музею почався із відкриттям Дворянської садиби 10 жовтня 2009.

## Гостини
Гостини до етнографічного музею — це унікальний за своїм змістом екскурс сторінками історії українського народу. Відвідувачів музею зустрічає родина з хлібом та сіллю, зодягнута у національне вбрання, характерне для Київського Полісся. Поряд з господарями хутору стоять дідухи, як знак минулих поколінь і шанобливого ставлення до гостей музею.
Протягом екскурсії відвідувачі музею мелють борошно у кам'яних та дерев'яних жорнах, кують у кузні метал, перуть білизну у жлукті та труть конопляні мички. Староста хутору робить екскурс у походження древніх обрядових дійств та їх значення у сучасному світі.
Після участі в господарському житті музею відвідувачам пропонуються щойно приготовані у печі страви:
- борщ із м'ясом;
- пампушки з часником;
- печеня з м'ясом або з грибами;
- деруни з цибулею та шкварками;
- вареники двох видів (з сиром, з маком, з капустою, з чорницями)
- канапки з салом
- малосолоні огірки, хрін

До уваги відвідувачів напої:
- узвар;
- молоде натуральне вино сорту «Ізабелла»
- домашня горілка на васильках, на калгані, на анісі та на зубрівці

Страви подаються у глиняному посуді з дерев'яними ложками. Гостини організовуються лише за попереднім замовленням.

## Свята народного календаря

Дівчата з фольклорного гурту «Володар» закликають весну

Протягом року на території музею проходять автентичні календарно-обрядові дійства. Серед найбільш значущих та цікавих дійств слід виокремити:
- 6 — 20 січня — Різдвяні вечорниці
- Масляна — Тиждень Масляної та Колодія
- Вербна неділя
- Великдень
- Трійця
- 6 липня — Івана Купала
- 12 грудня — 5 січня — Андріївські вечорниці

Крім того, кожне календарне свято висвітлюється з притаманною йому обрядовістю. Влітку та теплої пори року проводяться гостини на кшталт літніх вечорниць. Вони кличуться вулицею.
Слідкувати за звістками та святами можливо на офіційному сайті музею.

## Офіційний сайт музею
- Етнографічний музей «Хутір Савки» [Архівовано 27 грудня 2018 у Wayback Machine.]